# Cars Land
Cars Land est une zone (land) du parc Disney California Adventure située à Anaheim, aux États-Unis, ayant ouvert le 15 juin 2012, et qui s'inspire du film d'animation Cars sorti en 2006. D'une superficie de 4,9 hectares, la zone comprend trois attractions ainsi que des boutiques et restaurants, et représente Radiator Springs, ville fictive dans laquelle les événements du film ont lieu.

## Histoire
La zone qui comprend aujourd'hui Cars Land était auparavant utilisée comme parc de stationnement. Le projet a commencé à être dévoilé en décembre 2006, quelques mois après que le film d'animation Cars soit sorti.
Le 17 octobre 2007, Disney annonce un vaste programme de travaux d'une durée de cinq ans et d'un montant de plus d'un milliard de dollars, qui inclut entre autres la création de ce land, qui ouvre finalement le 15 juin 2012.

### Chronologie
- 12 décembre 2006 : projet officieusement évoqué.
- 17 octobre 2007 : le projet du futur secteur du parc est officiellement annoncé, dans le cadre d'un programme plus important visant à rénover et étendre l'offre du parc Disney California Adventure[2].
- Juillet 2009 : début des travaux.
- 12 septembre 2009 : concept art et nature des attractions dévoilés lors d'un événement D23.
- 11 juin 2010 : Kathy Mangum, imagineer, décrit le principe des trois futures attractions.
- 15 juin 2012 : ouverture officielle[3].
- 17 février 2015 : fermeture de l'attraction Luigi's Flying Tires.
- 7 mars 2016 : ouverture de l'attraction Luigi's Rollickin' Roadsters, afin de remplacer celle fermée un an plus tôt[4].

## Concept
Le secteur du parc reprend le thème présent dans le film d'animation Cars de la petite ville de Radiator Springs sur l'U.S. Route 66. Les décors rappellent ainsi les déserts de l'ouest américain.

## Attractions
Les attractions de la zone thématique sont au nombre de trois :
- Radiator Springs Racers, simulateur automobile ;
- Luigi's Rollickin' Roadsters, ouverte le 7 mars 2016[4] en remplacement de l'ancienne attraction Luigi's Flying Tires, fermée l'année précédente[5] ;
- Tow Mater's Junkyard Jamboree, de type Demolition Derby.

## Galerie

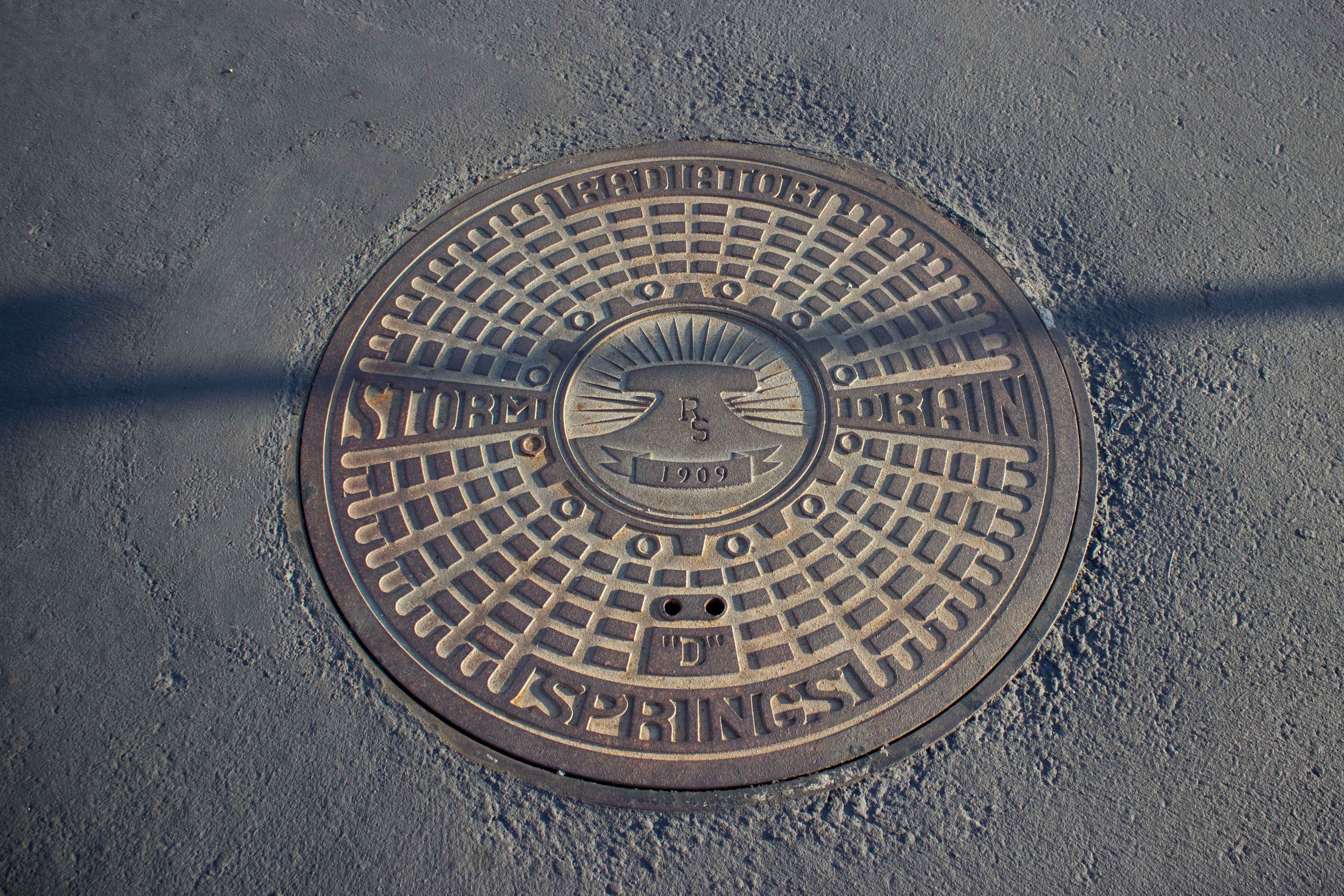
Plaque d’égouts au nom de la ville de Radiator Springs.
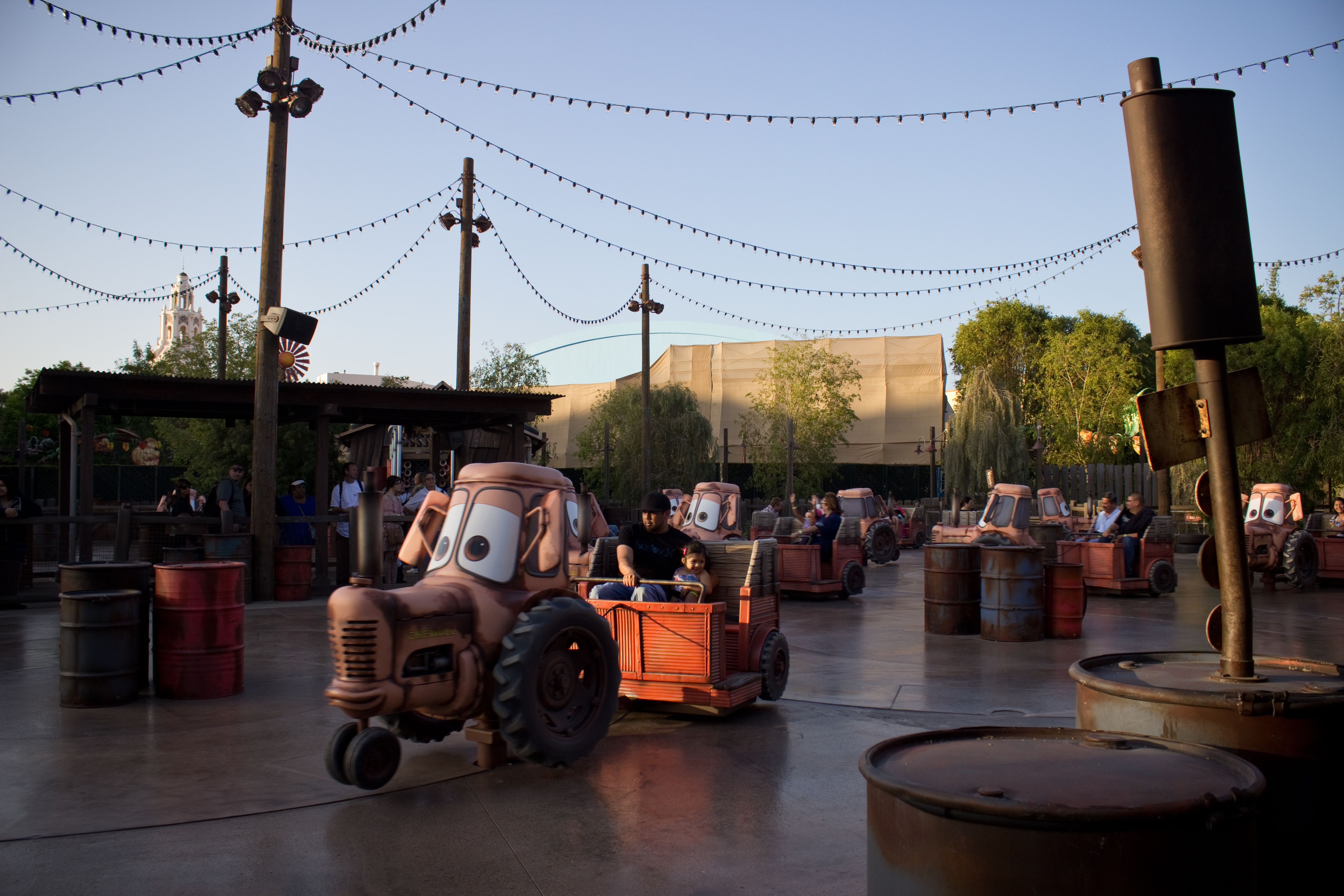
L'attraction Maters Junkyard Jamboree.
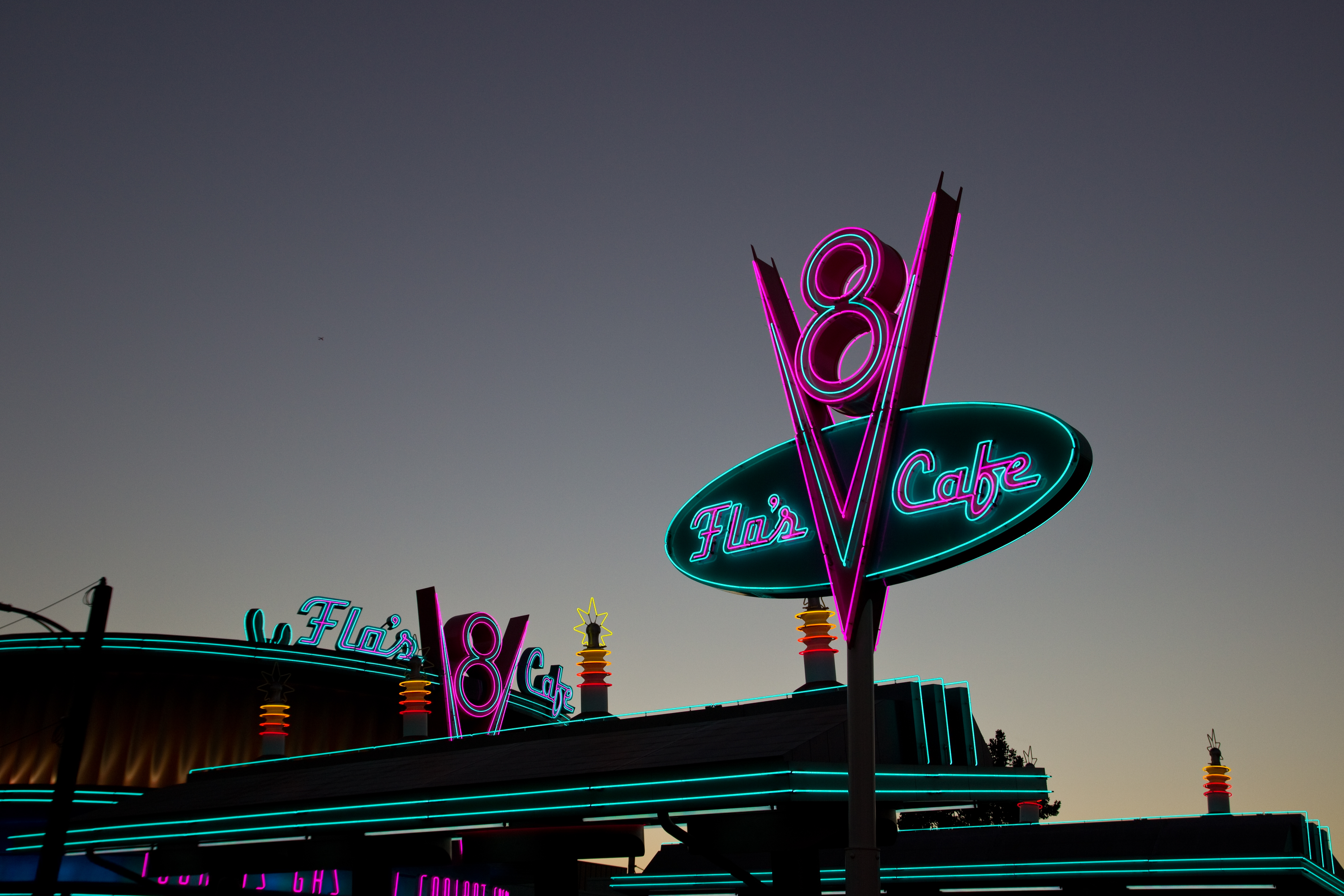
Le restaurant Flo's V8 Café.